# Darbhanga
Darbhanga est une ville indienne située dans le district de Darbhanga dans l’État du Bihar. En 2011, sa population était de 306 089 habitants.

## Source de la traduction
- (en) Cet article est partiellement ou en totalité issu de l’article de Wikipédia en anglais intitulé « Darbhanga » (voir la liste des auteurs).